# Ulja
Ulja su skupina neutralnih, nepolarnih i lipofilnih tekućina koje se ne miješaju s vodom. Dijele se u tri glavne skupine: 
1. masna ulja životinjskog ili biljnog podrijetla (laneno, sojino ili ulje sardina), a uglavnom se sastoje od glicerida i estera masnih kiselina.
2. mineralna ulja koja potječu od nafte, ugljena ili škriljevaca, a sastoje se od ugljikovodika.
3. eterična ulja, hlapljive tvari koje se dobivaju iz sjemenki, cvjetova ili plodova različitih biljki (kaduljino, ružino ili mentolovo ulje), a sastoje se najviše od terpena.

Masna ulja rabe se u prehrani, eterična ulja u proizvodnji kozmetike i dezinfekcijskih sredstava, a mineralna ulja u petrokemiji, kao gorivo i kao sredstva za podmazivanje.
Po kemijskom sastavu ulja pripadaju esterima.
U sastavu ulja su alkohol glicerol i uglavnom nezasićene masne kiseline.
Ulja se zbog svojeg sastava nazivaju još i triacilgliceridi.